# Lương Cường
Lương Cường (15 de agosto de 1957) é um político vietnamita e ex-general do exército que atualmente serve como o 14º Presidente do Vietnã desde outubro de 2024.   Ele também atuou como membro permanente do Secretariado do Partido Comunista do Vietnã de maio de 2024 a outubro de 2024  e como diretor do departamento geral de política do Exército do Povo do Vietnã de abril de 2016 a junho de 2024. 

## Biografia
Ele nasceu na província de Phú Thọ, Vietnã do Norte em 15 de agosto de 1957. Ele é bacharel em Construção Partidária e Administração Estatal e tem alto nível de teoria política. Durante seu trabalho, ele participou de cursos de treinamento para quadros na Academia Nacional de Política de Ho Chi Minh e na China. 

### Carreira

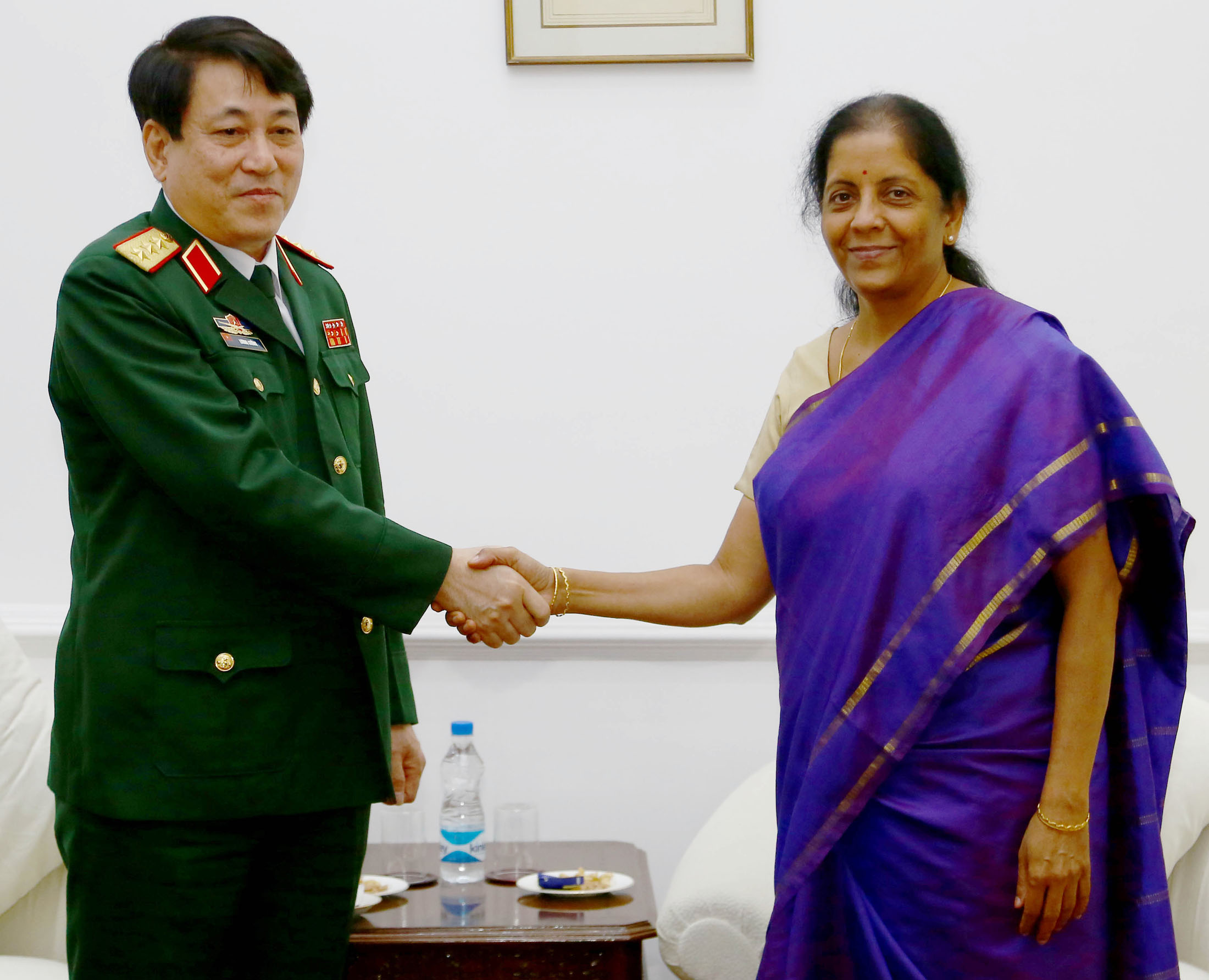
Cường, então Diretor do Departamento Geral de Política do Exército do Povo do Vietnã com a então ministra da defesa indiana, Nirmala Sitharaman, durante uma visita a Nova Deli, Índia, 13 de novembro de 2017

Cường se juntou ao exército vietnamita aos 18 anos, em 1975. Ele lutou na Guerra do Vietnã.  Tornou-se membro do Partido Comunista do Vietnã em agosto de 1978.  
É membro do Politburo desde 2021 e membro do Comitê Central desde 2011. 
Cường foi anteriormente vice-diretor do Departamento Político Geral doExército do Povo do Vietnã de 2011 a 2016, onde se tornou diretor e foi promovido ao posto de General quatro estrelas em 2019.   
Em 16 de maio de 2024, Cường foi designado pelo Politburo para assumir o cargo de Membro Permanente do Secretariado, o quinto cargo mais alto no sistema político do Vietnã, após a renúncia de Trương Thị Mai.

## Presidência (2024–presente)

Cường fazendo o juramento de posse, 21 de outubro de 2024

Em 26 de agosto de 2024, o secretário-geral Tô Lâm renunciou à presidência logo após sua eleição como novo secretário-geral no início daquele mês, após a morte de Nguyễn Phú Trọng em julho.  Em 21 de outubro, na oitava sessão da 15ª Assembleia Nacional, Cường foi eleito para a presidência com 440/440 delegados presentes da Assembleia Nacional a favor (atingindo 91,67% do número total de delegados da Assembleia Nacional).    Posteriormente, foi empossado como presidente, sucedendo a Tô Lâm.  
No seu discurso inaugural, Cường declarou o seu compromisso em manter e reforçar a elevada unidade e solidariedade dentro do Partido; construir um estado de direito socialista limpo e forte; fortalecer a defesa e a segurança nacionais; e prosseguir consistentemente uma política externa independente, autossuficiente, pacífica e amigável.    Na manhã de 22 de outubro de 2024, a cerimônia de entrega foi realizada no Palácio Presidencial.  Na cerimónia, Tô Lâm entregou oficialmente as funções presidenciais a Cường e solicitou às agências relevantes que relatassem tarefas específicas, revisassem os planos de trabalho e coordenassem os assuntos internos e externos com o novo presidente.   

### Relações Exteriores

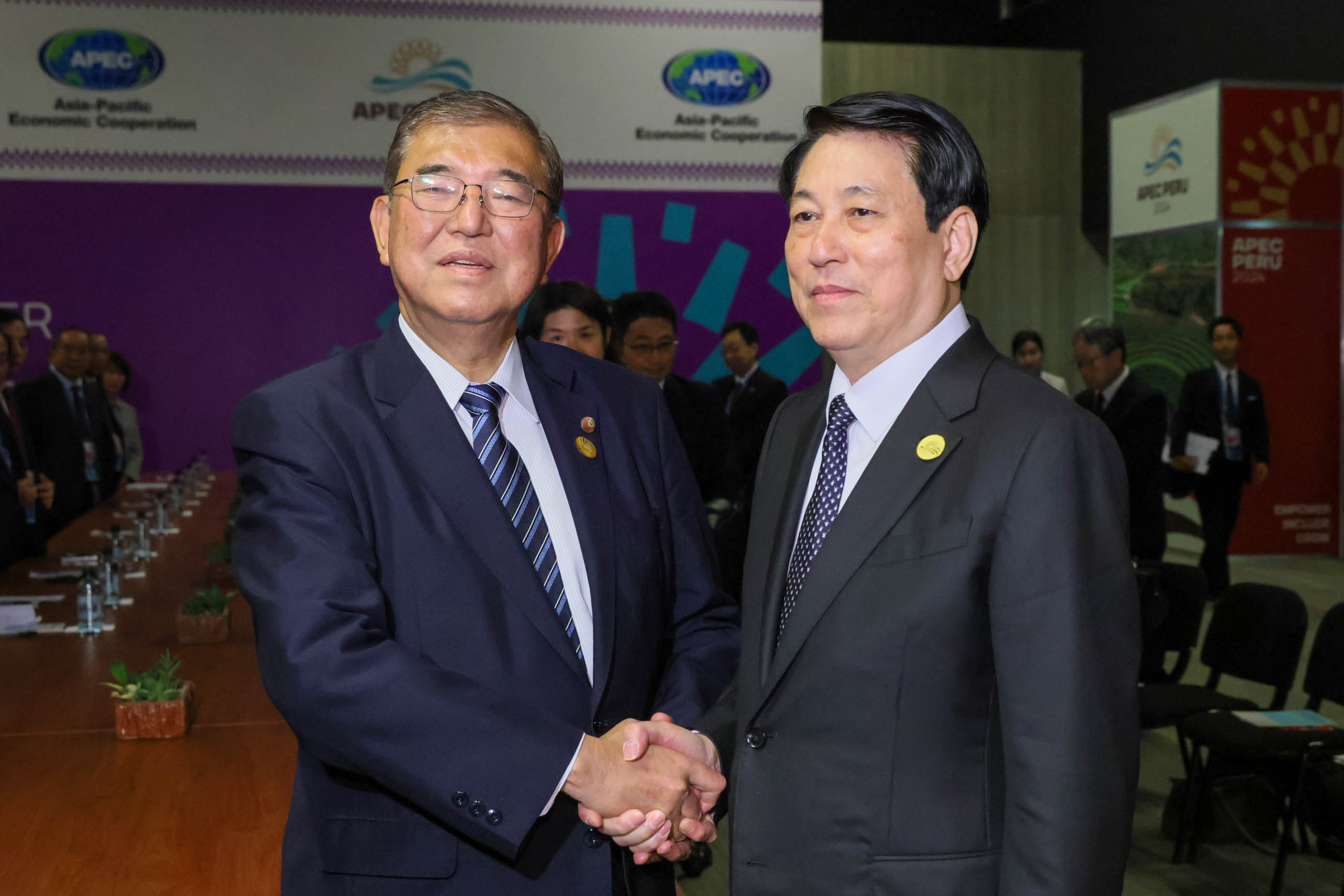
Conversa com o primeiro-ministro japonês Shigeru Ishiba na Cúpula da APEC em Lima, Peru, 16 de novembro de 2024

Em 10 de novembro de 2024, Cường chegou ao Chile para uma visita de três dias, sua primeira visita ao exterior desde que se tornou presidente. Ele chegou a Santiago para se encontrar com o presidente Gabriel Boric. Antes disso, ele visitou a casa do falecido presidente Salvador Allende e se encontrou com a família dele. Durante a visita, um dos membros da delegação de Cường foi preso por agressão sexual.   
Em 13 de novembro, Cường chegou a Lima, no Peru, para participar da Cúpula da APEC. Ele chegou e conheceu a presidente peruana Dina Boluarte e foi condecorado com a Ordem do Sol do Peru. Ele também se encontrou com muitos outros líderes mundiais na cúpula. 

## Patentes
- Major-general (2005)[5]
- Tenente-general (2009)[5]
- Coronel-general (2014)[5]
- General do Exército (2019)[5]

## Honras e condecorações

### Nacionais
- Ordem de Exploração Militar (1ª classe) [30]
- Ordem de Exploração Militar (2ª classe) [30]
- Ordem de Exploração Militar (3ª classe) [30]
- Ordem da Proeza (1ª classe) [30]
- Ordem da Proeza (2ª classe) [30]
- Ordem da Proeza (3ª classe) [30]
- Medalha da Bandeira da Vitória [30]
- Medalha de Proteção à Pátria [30]
- Medalha do Lutador Glorioso (1ª classe) [30]
- Medalha do Lutador Glorioso (2ª classe) [30]
- Medalha do Lutador Glorioso (3ª classe) [30]
- Distintivo de 40 anos de Filiação ao Partido [31]

### Estrangeiras
- Grã-Cruz da Ordem Real de Sahametrei (Camboja, 2019) [32]
- Ordem da Praia Girón (Cuba, 2022) [33]
- Grande Colar da Ordem do Sol do Peru (Peru, 2024) [34]
- Ordem da Amizade (Rússia, 2021) [35]